# Königin-Luise-Gedächtniskirche (Kaliningrad)

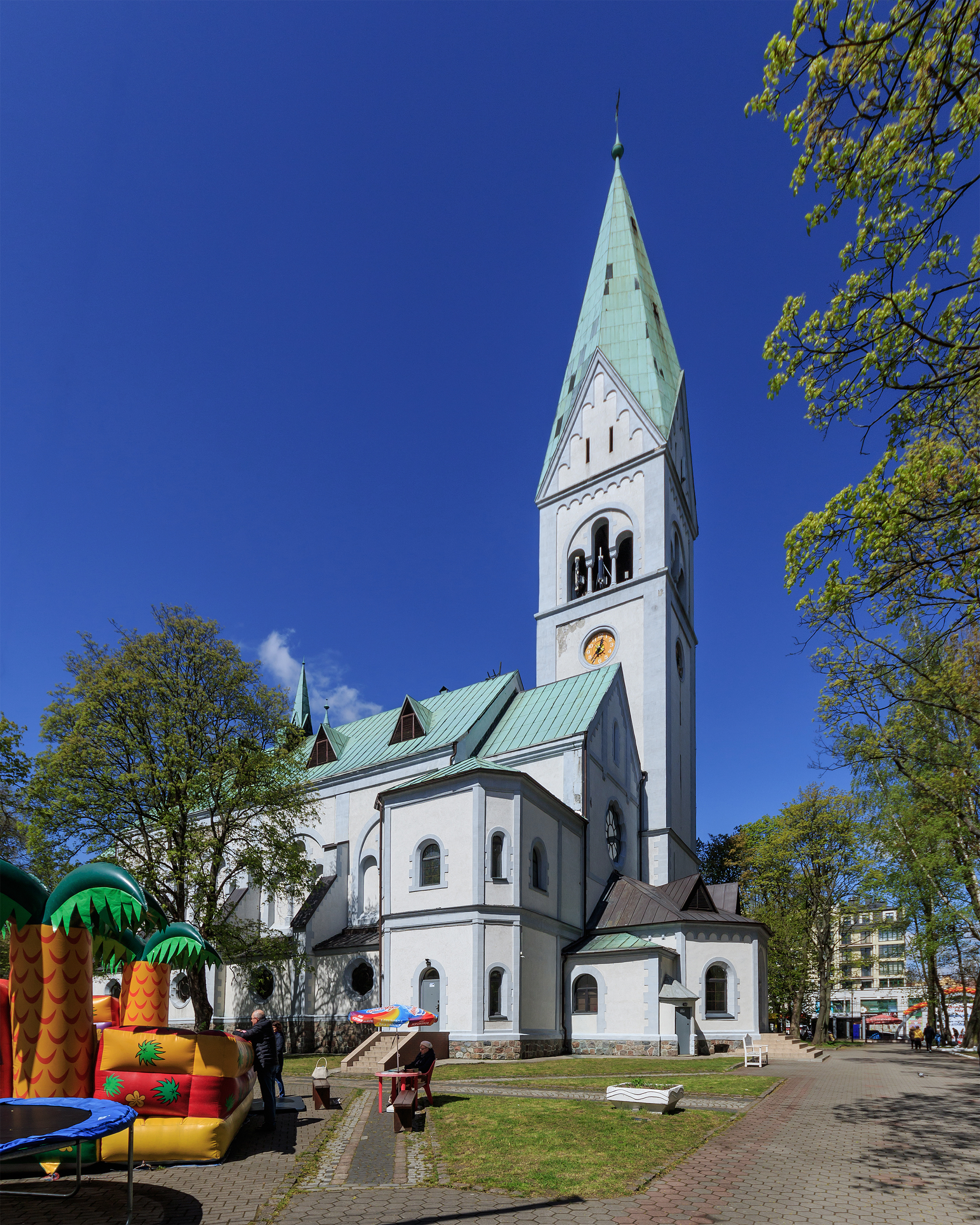
Königin-Luise-Gedächtniskirche in Kaliningrad (2017)

Die Königin-Luise-Gedächtniskirche in Kaliningrad, dem früheren Königsberg, ist eine ehemalige evangelisch-lutherische Kirche, in der sich heute das Puppentheater der Kaliningrader Oblast befindet.

## Geschichte
Die Kirche wurde zu Ehren der preußischen Königin Luise errichtet. Sie war damit das erste Gotteshaus außerhalb des Königsberger Wallrings und die erste Kirche von mehreren, die aus Anlass des 200-jährigen Bestehens des Königreichs Preußen errichtet wurde. Die Gemeinde kam aus den Villenvororten Hufen und Amalienau. Den Baugrund und die Hälfte der Baukosten gaben allein der Kommerzienrat Louis Großkopf und seine Frau Helene geb. Winkler. Weitere Stifter waren Walter Simon, Fritz Heumann und A. Siebert. Die Planung der neoromanischen Kirche lag in den Händen des Architekten Friedrich Heitmann. Gebaut wurde das Gotteshaus von 1899 bis 1901. Bauleiter war Baurat Richard Saran. Die Firma Gustav Kuntzsch, Wernigerode, schuf die Kanzel und den Orgelprospekt für die von Orgelbaumeister Bruno Goebel, Inhaber der Orgelbauanstalt Max Terletzki (1834–1903) Nachf., Königsberg, erbaute Orgel. Das Instrument besaß zwei Manuale und 33 Register. Am 9. September 1901 wurde die Kirche in Gegenwart des Kaiserpaares – Wilhelm II. und Auguste Viktoria – feierlich eingeweiht. Die Festpredigt hielt Dr. Otto Lackner (1872–1945). Er war der langjährige Pfarrer dieser Gemeinde für Hufen und Amalienau. Zweiter Pfarrer war Wilhelm Grigull.
Die Luftangriffe auf Königsberg und die Schlacht um Königsberg beschädigten die Kirche. Die Ruine stand lange Zeit ohne Beachtung. In den 1960er Jahren wurde ihr Abriss vorgesehen, doch der Architekt Juri Waganow konnte ihn verhindern, indem er ein Projekt entwickelte, das den Umbau der Kirche zu einem Puppentheater vorsah. Im Innern zog man 1968 bis 1970 an Stelle der Emporen eine Zwischendecke ein, um einen Theaterraum mit Bühne für Puppenspiele zu schaffen. Der Umbau wurde 1976 fertiggestellt.